# Petri Torni
Petri Torni (* 23. Januar 1978 in Joensuu) ist ein finnischer Unihockeytrainer.

## Karriere
Torni trainierte unter anderem TPK aus Joensuu und Lehmo Ballsin und KLC aus Polvijärvi und LeBa-96 aus Kontiolahti.
2013 verstärkte er den Staff von Josba. 2014 übernahm er das Amt des Cheftrainers von Sami Sorjonene.
2016 wurde Torni Assistenztrainer bei den Steelers Hämeenlinna. Nach einer Saison übernahm der Finne ebenfalls das Amt des Sportdirektors.
Nach vier Jahren bei den Steelers verpflichtete der Schweizer Nationalliga-Verein UHC Waldkirch-St. Gallen den Finnen als Cheftrainer für deren U21-Mannschaft sowie als Assistenztrainer für die erste Mannschaft der Ostschweizer. Nach einem Jahr entschied der Verein, die Option für eine Vertragsverlängerung in seinem Vertrag zu ziehen.
Seit 2024 trainiert Torni die Floor Fighters Chemnitz in der deutschen Bundesliga.